# Alpineskiën op de Olympische Winterspelen 1994
Alpineskiën is een van de sporten die beoefend werden tijdens de Olympische Winterspelen 1994 in Lillehammer.

## Heren

### Afdaling
| rang   | sporter(s)          | land | tijd    |
| ------ | ------------------- | ---- | ------- |
| Goud   | Tommy Moe           | USA  | 1:45.75 |
| Zilver | Kjetil André Aamodt | NOR  | 1:45.79 |
| Brons  | Ed Podivinsky       | CAN  | 1:45.87 |
| 4      | Patrick Ortlieb     | AUT  | 1:46.01 |
| 5      | Marc Girardelli     | LUX  | 1:46.09 |
| 6      | Nicolas Burtin      | FRA  | 1:46.22 |
| 6      | Hannes Trinkl       | AUT  | 1:46.22 |
| 8      | Luc Alphand         | FRA  | 1:46.25 |

### Super G
| rang   | sporter(s)          | land | tijd    |
| ------ | ------------------- | ---- | ------- |
| Goud   | Markus Wasmeier     | GER  | 1:32.53 |
| Zilver | Tommy Moe           | USA  | 1:32.61 |
| Brons  | Kjetil André Aamodt | NOR  | 1:32.93 |
| 4      | Marc Girardelli     | LUX  | 1:33.07 |
| 5      | Werner Perathoner   | ITA  | 1:33.10 |
| 6      | Atle Skårdal        | NOR  | 1:33.31 |
| 7      | Jan Einar Thorsen   | NOR  | 1:33.37 |
| 8      | Luc Alphand         | FRA  | 1:33.39 |

### Reuzenslalom
| rang   | sporter(s)        | land | tijd    |
| ------ | ----------------- | ---- | ------- |
| Goud   | Markus Wasmeier   | GER  | 2:52.46 |
| Zilver | Urs Kälin         | SUI  | 2:52.48 |
| Brons  | Christian Mayer   | AUT  | 2:52.58 |
| 4      | Jan Einar Thorsen | NOR  | 2:52.71 |
| 5      | Rainer Salzgeber  | AUT  | 2:52.87 |
| 6      | Norman Bergamelli | ITA  | 2:53.12 |
| 7      | Lasse Kjus        | NOR  | 2:53.23 |
| 8      | Bernhard Gstrein  | AUT  | 2:53.35 |

### Slalom
| rang   | sporter(s)           | land | tijd    |
| ------ | -------------------- | ---- | ------- |
| Goud   | Thomas Stangassinger | AUT  | 2:02.02 |
| Zilver | Alberto Tomba        | ITA  | 2:02.17 |
| Brons  | Jure Košir           | SLO  | 2:02.53 |
| 4      | Mitja Kunc           | SLO  | 2:02.62 |
| 5      | Thomas Fogdö         | SWE  | 2:03.05 |
| 6      | Finn Christian Jagge | NOR  | 2:03.19 |
| 7      | Paul Puckett         | USA  | 2:03.47 |
| 8      | Angelo Weiss         | ITA  | 2:03.72 |

### Combinatie
Zie ook: Alpineskiën op de Olympische Winterspelen 1994 - Combinatie mannen voor de volledige uitslag
| rang   | sporter(s)                     | land | afdaling | slalom  | tijd    |
| ------ | ------------------------------ | ---- | -------- | ------- | ------- |
| Goud   | Lasse Kjus                     | NOR  | 1:36.95  | 1:40.58 | 3:17.53 |
| Zilver | Kjetil André Aamodt            | NOR  | 1:37.49  | 1:41.06 | 3:18.55 |
| Brons  | Harald Christian Strand Nilsen | NOR  | 1:39.05  | 1:40.09 | 3:19.14 |
| 4      | Günther Mader                  | AUT  | 1:38.46  | 1:40.77 | 3:19.23 |
| 5      | Tommy Moe                      | USA  | 1:37.14  | 1:42.27 | 3:19.41 |
| 6      | Paul Accola                    | SUI  | 1:39.41  | 1:40.03 | 3:19.44 |
| 7      | Mitja Kunc                     | SLO  | 1:40.01  | 1:39.54 | 3:19.55 |
| 8      | Fredrik Nyberg                 | SWE  | 1:38.40  | 1:41.90 | 3:20.30 |

## Dames

### Afdaling
| rang   | sporter(s)         | land | tijd    |
| ------ | ------------------ | ---- | ------- |
| Goud   | Katja Seizinger    | GER  | 1:35.93 |
| Zilver | Picabo Street      | USA  | 1:36.59 |
| Brons  | Isolde Kostner     | ITA  | 1:36.85 |
| 4      | Martina Ertl       | GER  | 1:37.10 |
| 5      | Kate Pace          | CAN  | 1:37.17 |
| 6      | Mélanie Suchet     | FRA  | 1:37.34 |
| 7      | Hilary Lindh       | USA  | 1:37.44 |
| 8      | Varvara Zelenskaja | RUS  | 1:37.48 |
|        |                    |      |         |
| -      | Veronique Dugailly | BEL  | dnf     |

### Super G
| rang   | sporter(s)          | land | tijd    |
| ------ | ------------------- | ---- | ------- |
| Goud   | Diann Roffe         | USA  | 1:22.15 |
| Zilver | Svetlana Gladisheva | RUS  | 1:22.44 |
| Brons  | Isolde Kostner      | ITA  | 1:22.45 |
| 4      | Pernilla Wiberg     | SWE  | 1:22.67 |
| 5      | Morena Gallizio     | ITA  | 1:22.73 |
| 6      | Katharina Gutensohn | GER  | 1:22.84 |
| 7      | Katja Koren         | SLO  | 1:22.96 |
| 8      | Kerrin Lee-Gartner  | CAN  | 1:22.98 |

### Reuzenslalom
| rang   | sporter(s)         | land | tijd    |
| ------ | ------------------ | ---- | ------- |
| Goud   | Deborah Compagnoni | ITA  | 2:30.97 |
| Zilver | Martina Ertl       | GER  | 2:32.19 |
| Brons  | Vreni Schneider    | SUI  | 2:32.97 |
| 4      | Anita Wachter      | AUT  | 2:33.06 |
| 5      | Carole Merle       | FRA  | 2:33.44 |
| 6      | Eva Twardokens     | USA  | 2:34.41 |
| 7      | Lara Magoni        | ITA  | 2:34.67 |
| 8      | Marianne Kjørstad  | NOR  | 2:34.79 |

### Slalom
| rang   | sporter(s)             | land | tijd    |
| ------ | ---------------------- | ---- | ------- |
| Goud   | Vreni Schneider        | SUI  | 1:56.01 |
| Zilver | Elfi Eder              | AUT  | 1:56.35 |
| Brons  | Katja Koren            | SLO  | 1:56.61 |
| 4      | Pernilla Wiberg        | SWE  | 1:56.68 |
| 5      | Gabriela Zingre        | SUI  | 1:57.80 |
| 6      | Christine von Grünigen | SUI  | 1:57.86 |
| 7      | Roberta Sierra         | ITA  | 1:57.88 |
| 8      | Urška Hrovat           | SLO  | 1:58.07 |

### Combinatie
| rang   | sporter(s)         | land | afdaling | slalom  | tijd    |
| ------ | ------------------ | ---- | -------- | ------- | ------- |
| Goud   | Pernilla Wiberg    | SWE  | 1:28.70  | 1:36.46 | 3:05.16 |
| Zilver | Vreni Schneider    | SUI  | 1:28.91  | 1:36.38 | 3:05.29 |
| Brons  | Alenka Dovzan      | SLO  | 1:28.67  | 1:37.97 | 3:06.64 |
| 4      | Morena Gallizio    | ITA  | 1:28.71  | 1:38.00 | 3:06.71 |
| 5      | Martina Ertl       | GER  | 1:29.38  | 1:39.40 | 3:08.78 |
| 6      | Katja Koren        | SLO  | 1:30.59  | 1:39.00 | 3:09.59 |
| 7      | Florence Masnada   | FRA  | 1:29.11  | 1:40.91 | 3:10.02 |
| 8      | Hilde Gerg         | GER  | 1:29.02  | 1:41.08 | 3:10.10 |
|        |                    |      |          |         |         |
| 23     | Veronique Dugailly | BEL  | 1.37,22  | 2.00,87 | 3.38,09 |

## Medaillespiegel
| rang | land             | goud | zilver | brons | totaal |
| ---- | ---------------- | ---- | ------ | ----- | ------ |
| 1    | Duitsland        | 3    | 1      | 0     | 4      |
| 2    | Verenigde Staten | 2    | 2      | 0     | 4      |
| 3    | Noorwegen        | 1    | 2      | 2     | 5      |
| 4    | Zwitserland      | 1    | 2      | 1     | 4      |
| 5    | Italië           | 1    | 1      | 2     | 4      |
| 6    | Oostenrijk       | 1    | 1      | 1     | 3      |
| 7    | Zweden           | 1    | 0      | 0     | 1      |
| 8    | Rusland          | 0    | 1      | 0     | 1      |
| 9    | Slovenië         | 0    | 0      | 3     | 3      |
| 10   | Canada           | 0    | 0      | 1     | 1      |
|      |                  | 10   | 10     | 10    | 30     |